# Piliocolobus semlikiensis
Il colobo rosso di Semliki (Piliocolobus semlikiensis Colyn, 1991) è un primate della famiglia dei Cercopitecidi diffuso in un'area molto limitata della Repubblica Democratica del Congo nord-orientale, tra la sponda destra del corso medio del Semliki e la catena del Ruwenzori.

## Descrizione
Il colobo rosso di Semliki ha il dorso nero e le braccia prevalentemente color mattone. Torace e addome sono di colore grigio e le gambe color nero-grigio con un po' di rosso. Mani, piedi e coda sono neri. La parte superiore della testa è di colore rosso mattone e sopra gli occhi, da un orecchio all'altro, si estende una fascia nera. La gola e i lati della testa sono rossastri e il collo è marrone. Sulle orecchie è presente un evidente ciuffo di peli. Non sono disponibili informazioni riguardanti le dimensioni del corpo e il peso.

## Biologia
I colobi rossi di Semliki vivono nelle foreste tropicali di pianura, caratterizzate da alberi del genere Cynometra (noti col nome comune di Ironwood), e si nutrono di foglie, germogli, frutta, fiori, gemme e, forse, anche di semi. Non abbiamo dati sulla sua biologia riproduttiva.

## Tassonomia
Il colobo rosso di Semliki è stato descritto per la prima volta nel 1991 come Colobus badius semlikiensis. Nella parte occidentale del suo areale, nella foresta dell'Ituri, vi è un'ampia regione in cui la popolazione di colobi rossi è frutto dell'ibridazione fra tre specie diverse. Questa regione è compresa ad est dalle montagne che cingono ad ovest il lago Edoardo, ad ovest si spinge fin quasi al fiume Lualaba, e a nord raggiunge il fiume Aruwimi. Le tre specie in questione sono il colobo rosso di Semliki, il colobo rosso di Oustalet (P. oustaleti) e il colobo rosso del fiume Lualaba (P. langi). Gli ibridi presentano, nella maggior parte dei casi, la regione anteriore del corpo, spalle e braccia, di colore rosso brillante. La parte centrale del dorso, invece, appare arancio-marrone, mentre la parte posteriore, le zampe e la coda sono neri. Gola, petto e ventre sono di colore grigio o giallastro. Tuttavia, sono presenti anche esemplari di colore dal marrone castano al bruno-rossastro scuro. Talvolta questi ibridi sono stati descritti come specie distinta sotto il nome di Piliocolobus ellioti.

## Conservazione
La IUCN non ha ancora preso in esame il colobo rosso del fiume Lualaba sulla sua lista rossa delle specie minacciate.